# F-topp

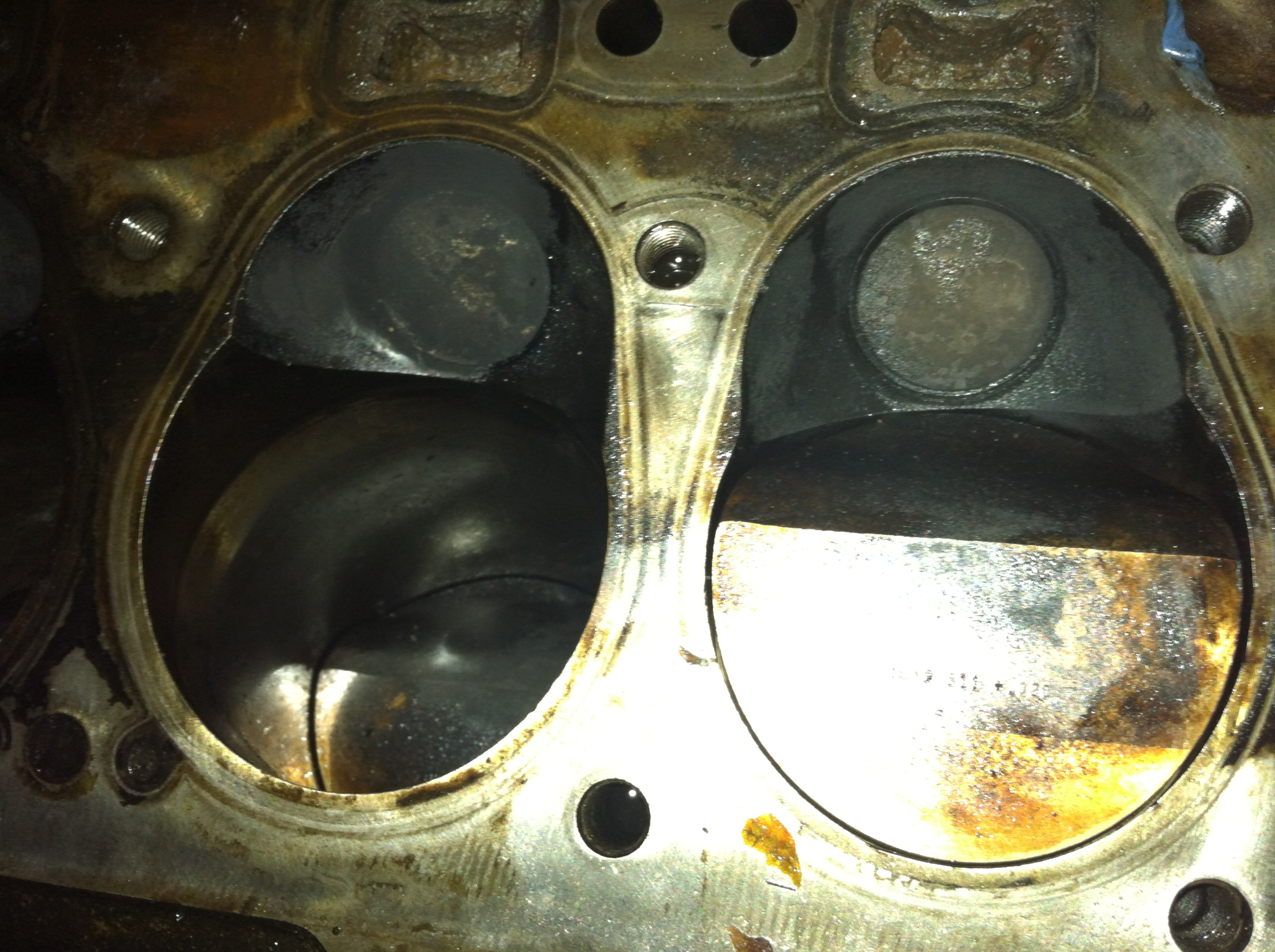
En treliters Rovermotor av F-toppstyp. Insugsventilerna sitter i det borttagna topplocket, medan avgasventilerna är synliga.

F-topp, eller halvtopp (på engelska IOE, eller Intake Over Exhaust), är en konstruktion från förbränningsmotorns barndom. Den kännetecknas av att insugsventilerna är av toppventilstyp, medan avgasventilerna är av sidventilstyp.
Det finns även exempel på omvända halvtoppar med sidventiler på insugssidan och toppventiler på avgassidan, bland annat från den amerikanska motorcykel-tillverkaren Indian.
F-toppar var särskilt vanliga i Storbritannien och Rolls-Royce och Rover tillverkade sådana motorer till sent sextiotal.

## Ursprung
Konstruktionen med både topp- och sidoventil infördes för att förbättra luftflöde och effekt. Först hade man en insugsventil som öppnades av undertrycket i cylinderrummet och därför inte behövde öppnas av kamaxeln. Tack vare att man placerade ventilen i topplocket kunde den göras större och därmed ge högre effekt. När varvtal och effektuttag ökade kopplade man in stötstänger och vipparmar som styrde även insugsventilen. Den förbättringen kunde göras utan att ändra motorns hela grundkonstruktion.

## För- och nackdelar
Jämfört med en sidventilmotor har halvtoppen effektivare luftflöde. Även jämfört med en toppventilmotor kan halvtoppen använda större insugsventil. 
Nackdelarna med en halvtopp är att mekaniken blir mer komplicerad än i en sidventilmotor. Förbränningsrummets form blir inte heller optimal, genom att sidventilen sitter där den gör. En toppventilmotor kan utformas för att ge bättre prestanda och lägre bränsleförbrukning. 